# Мунчелу (Бакау)
Мунчелу (рум. Muncelu) насеље је у Румунији у округу Бакау у општини Главанешти. Oпштина се налази на надморској висини од 268 m.

## Становништво
Према подацима из 2002. године у насељу је живело 294 становника, од којих су сви румунске националности.